# Говон, Якубу
Яку́бу Дан-Ю́мма Гово́н (англ. Yakubu Dan-Yumma Gowon; род. 19 октября 1934[…], Kanke, Плато) — глава Нигерии, военный диктатор в 1966—1975 годах, генерал.

## Биография
Из народности ангас. Пятый из одиннадцати детей в семье христианских миссионеров, отец был священником. Вырос в г. Зариа.
С 1954 года в армии. Учился военному делу в военной школе Теши (Гана), Королевской военной академии (Сандхерст, Великобритания) (1955—1956), штабном колледже (Кимберли, Великобритания) (1962) и Объединённом колледже военной службы (1965).
В составе миротворческой миссии ООН был в Конго в 1960—1961 и 1963 годах во время конголезского кризиса. С 1963 года подполковник и адъютант начальника штаба армии Нигерии Д. Иронси, с 1966 года — командир батальона. Был заметной персоной в нигерийской армии, где основную часть старших офицеров составляли южане, в основном из народностей хауса и фульбе.
После военного переворота 15 января 1966 года (непосредственные причины переворота были связаны с общенациональным разочарованием в коррумпированности руководства страны, а также с его неспособностью поддерживать закон и порядок и гарантировать безопасность жизни и имущества), организованного южанами и выходцами с востока страны (в основном из народности игбо) и свергнувшего гражданское правительство (премьер-министр, ряд министров и видные старшие офицеры северного происхождения были убиты, сам Я. Говон в это время был за границей), с января 1966 года — начальник штаба нигерийской армии (самый молодой в истории Нигерии).
24 мая 1966 года военное правительство генерал-майора Д. Иронси выпустило декрет, упраздняющий федеративную структуру страны. Декрет вызвал резко негативную реакцию у северян. 29 мая 1966 года тысячи выходцев с Востока, проживающих на Севере, были убиты в ходе погромов, начавшихся с ведома местных властей. Правительство объявило о создании трибунала с целью изучения причин массовых убийств и грабежей на Севере, а также выплаты компенсаций жертвам погромов. Северные эмиры объявили о намерении отделить Северную Нигерию от федерации.
29 июля, за четыре дня до начала работы трибунала, произошёл контрпереворот, организованный группой молодых офицеров-северян во главе с Мурталой Мухаммедом. 1 августа главнокомандующим нигерийской армией и фактическим главой государства был провозглашён подполковник Я. Говон, хотя активного участия в подготовке переворота он не принимал.

## Роль в гражданской войне
Одним из первых шагов на посту главы страны восстановил федеральную структуру Нигерии. Однако вместе с тем в июле-августе, а затем в сентябре в ходе погромов было убито около 40 тысяч игбо и около 2 миллионов бежало на восток страны, откуда начался такой же интенсивный исход северян. Всё это привело к резкому росту сепаратистских настроений в восточных областях. С марта 1967 года Восток отказался перечислять в Центр налоги и доходы, начался захват федеральной собственности.
В ответ по приказу занявшего жёсткую позицию Я. Говона была установлена морская блокада региона. А после отказа от организации встречи руководителей страны и восточных провинций и провозглашения 30 мая 1967 года независимой Республики Биафра Я. Говон заявил, что вопрос единства страны будет решён силой.
6 июня был отдан приказ о подавлении мятежа и объявлении мобилизации в северных и западных мусульманских штатах. 6 июля началась соответствующая военная операция «Единорог». Федеральная армия с севера по двум направлениям с боями вошла на территорию Биафры.
Такие шаги главы государства были поддержаны Великобританией, СССР, арабскими странами и Организация африканского единства (против выступили Франция, Испания, Португалия, Китай, ЮАР, Родезия, Израиль и несколько африканских стран).
Кровопролитная война длилась 30 месяцев и закончилась в январе 1970 года капитуляцией Биафры. Глава государства тогда же заявил, что в этой войне нет ни победителя, ни побеждённого, а последующие годы объявил годами восстановления, реконструкции и примирения.

## Послевоенный период
В послевоенные годы Нигерия пережила стремительный экономический подъём благодаря росту цен на нефть (в 1973 году страна вошла в ОПЕК). Попутно появившиеся коррупционные процессы позволили обвинять лично непричастного к нарушениям закона Я. Говона в том, что он закрывал глаза на деятельность своих сотрудников и приближённых.
В 1972 году издал декрет об индигенизации (закрытии или ограничении) ряда секторов экономики страны для всех иностранных инвестиций. Это привело к росту местного капитала и промышленности, но вместе с тем оказалось негативным для ненефтяных отраслей.
1 октября 1974 года, грубо противореча своим прежним обещаниям, заявил, что Нигерия не будет готова к гражданскому правлению к 1976 году, как он ранее обещал, и объявил, что дата передачи власти будет отложена на неопределённый срок. Тогда же он сказал иностранному репортёру, что «единственная проблема Нигерии — как потратить деньги, которые у неё есть».
Проблемы в управляемости и коррупции привели, в частности, к знаменитой в те годы «цементной армаде» летом 1975 года, когда порт Лагоса был забит сотнями судов, пытавшихся разгрузить цемент. Каким-то образом агенты нигерийского правительства подписали контракты с 68 различными международными поставщиками на поставку в Лагос в общей сложности 20 миллионов тонн цемента в год, хотя порт мог принимать только один миллион тонн грузов в год, что привело к появлению на рейде сотен кораблей, что фактически блокировало порт.
29 июля 1975 года, когда Я. Говон находился на сессии Организации африканского единства в Уганде, в стране произошёл переворот во главе со старшими офицерами М. Мухаммедом, О. Обасанджо и Д. Гарбой, поддержанный населением.

## Дальнейшая жизнь
Эмигрировал в Великобританию, где обучался в Уорикском университете (защитил диссертацию на степень доктора политических наук). В 1976 году поддержал заговор подполковника Б. С. Димки, в результате которого был убит глава Нигерии М. Мухаммед. Нигерийское правительство потребовало его выдачи у Великобритании, но получило отказ. В период президентства Ш. Шагари в 1982 году был амнистирован (без возвращения генеральского чина, которое было возвращено в 1987 году президентом генералом И. Бабангидой).
Впоследствии вернулся на родину, где занялся нефтяным бизнесом, одновременно принимая участие в работе международных организаций и программ (в частности, по борьбе с дракункулёзом, СПИДом и малярией). В 1992 году основал в Лагосе собственную организацию Центр Якубу Говона по борьбе с этими болезнями, улучшению водоснабжения в бедных кварталах городов и улучшению государственного управления. В 2004 году получил Международную премию Мира за поддержание национальной стабильности, содействие экономическому росту и организацию мирной конференции в африканском регионе. В июле 2005 года был председателем нигерийского заявительного комитета Игр Британского Содружества-2014.